# Lindenstraße
Lindenstraße (litt. « rue des tilleuls ») est un feuilleton télévisé allemand créé par Hans W. Geißendörfer et diffusé du 8 décembre 1985 au 29 mars 2020 sur le réseau Das Erste.
Ce feuilleton est inédit dans tous les pays francophones.

## Synopsis
La Lindenstrasse raconte l'histoire de diverses familles habitant la Lindenstrasse 3, une rue de Munich.

## Production
La série est tournée à Cologne dans les studios du WDR (Westdeutscher Rundfunk). Elle est tournée avec trois mois d'avance. Lors d'événements importants, la série est modifiée (légèrement) à la dernière minute. La série est diffusée tous les dimanches à 18 h 50 sur Das Erste. L'histoire se passe toujours le jeudi avant.
Les personnages étant depuis toujours dans la série sont : Hans Beimer, son ex-épouse Helga Beimer, Dr Dressler, Vassily Sarikakis (propriétaire du restaurant grec dans la rue), Olaf Kling, Isolde Pavarotti, Klaus Beimer (l'acteur est resté le même depuis le début)…

## Distribution
Note : Liste en ordre alphabétique.

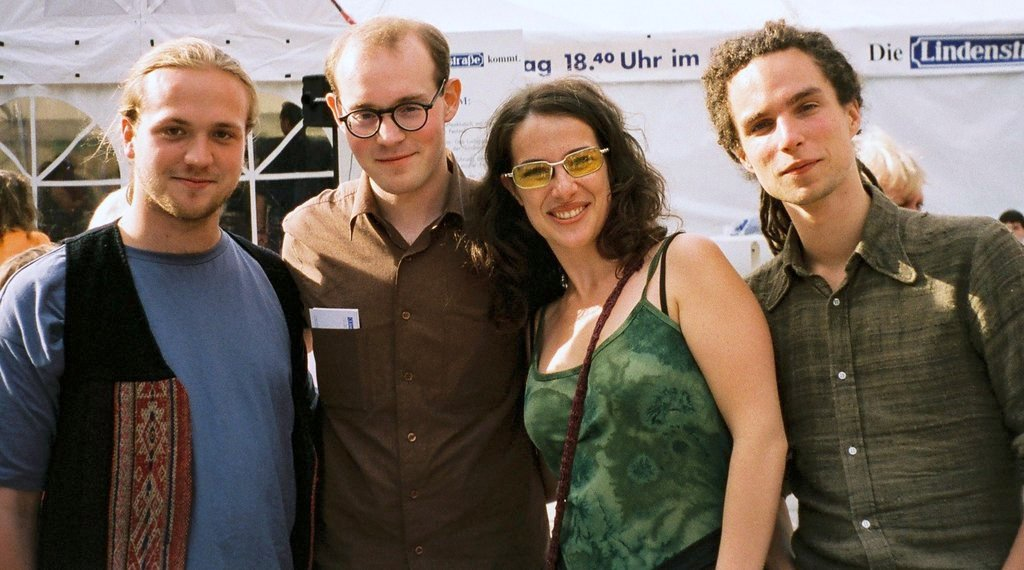
Une partie des acteurs du feuilleton en 1998.

- Inga Abel : Eva-Maria Sperling (1992 - 2000)
- Domna Adamopoulou : Elena Sarikakis (épisode 9)
- Anja Antonowicz : Nastya Pashenko (épisode 1003)
- Hasan Ali Mete : Ahmet Dagdelen (56 épisodes)
- Michael Baral : Timotheus « Timo » Zenker #2 (épisode 1207)
- Daniela Bette : Angelina Buchstab (épisode 1103)
- Jo Bolling : Andreas « Andy » Zenker (épisode 220)
- Susanna Capurso : Sabrina Scholz (épisode 1015)
- Anna-Sophia Claus : Lea Starck (épisode 684)
- Cynthia Cosima : Caroline « Caro » Stadler (épisode 1188)
- Clara Dolny : Josefine « Josi » Stadler (épisode 1188)
- Hüseyin Ekici : Orkan Kurtoglu (épisode 1310)
- Irene Fischer : Anna Ziegler (épisode 61)
- Tanja Frehse : Maria Stadler (épisode 1188)
- Joris Gratwohl : Alexander « Alex » Behrend (épisode 781)
- Jan Grünig : Martin « Murfel » Ziegler (épisode 722)
- Erkan Gündüz : Murat Dagdelen (épisode 716)
- Ludwig Haas : Dr Ludwig Dressler (épisode 1)
- Knut Hinz : Hans-Joachim « Hajo » Scholz (épisode 241)
- Hermes Hodolides : Vasily Sarikakis (épisode 1)
- Tabita Johannes : Kay van Stetten (épisode 1531 à 1542)
- Dominique Kusche : Sophie Ziegler (épisode 680)
- Joachim Hermann Luger : Hans Beimer (épisode 1)
- Marie-Luise Marjan : Helga Beimer (épisode 1)
- Bill Mockridge : Erich Schiller (épisode 301)
- Jeremy Mockridge : Nicolai « Nico » Zenker #2 (épisode 1150)
- Sontje Peplow : Lisa Dağdelen (épisode 297)
- Harry Rowohlt : Hartmut « Harry » Rennep (épisode 482)
- Moritz A. Sachs : Klaus Beimer (épisode 1)
- Horst D. Scheel : Hans Wilhelm Hülsch (épisode 1124)
- Rebecca Siemoneit-Barum : Iphigenie « Iffi » Zenker (épisode 220)
- Toni Snétberger : Vincenzo « Enzo » Buchstab (épisode 1077)
- Gunnar Solka : Peter « Lotti » Lottmann (épisode 989)
- Philipp Sonntag : Adolf « Adi » Stadler (épisode 1188)
- Andrea Spatzek : Gabriele « Gabi » Zenker (épisode 1)
- Julia Stark : Sarah Ziegler (épisode 103)
- Jennifer Steffens : Sandra Löhmer (épisode 1159)
- Amorn Surangkanjanajai : Gung Pham Kien (épisode 4)
- Sara Turchetto : Marcella Varese (épisode 579)
- Georg Uecker : Carsten Flöter (épisode 6)
- Giselle Vesco : Hildegard « Hilde » Scholz (épisode 772)
- Claus Vinçon : Georg « Käthe » Eschweiler (épisode 575)
- Cosima Viola : Jaqueline « Jack » Aichinger (épisode 808)
- Sybille Waury : Tanja Schildknecht (épisode 2)
- Birgitta Weizenegger : Ines Kling (épisode 731)
- Moritz Zielke : Moritz « Momo » Sperling (épisode 346)

## Commentaires
Lindenstraße est le pendant allemand du feuilleton Coronation Street et le feuilleton le plus populaire en Allemagne.
Grâce à ce feuilleton, l'actrice Marie-Luise Marjan est devenue « la mère de la nation ».
Le réalisateur Christoph Schlingensief, l’un des personnages les plus contestés et les plus dérangeants du paysage culturel et médiatique germanophone, était en 1986/1987 le chef de plateau du feuilleton.
La vedette allemande Til Schweiger incarnait au début de sa carrière le rôle de Jo Zenker (1989-1992).
Le rôle de Jean-Luc Mourrait, l'amant de Tanja Schildknecht (Sybille Waury) de 1989 à 1990 est interprété par deux acteurs, Frédéric de Pasquale et Gérard Hérold.